# 东方胡椒鲷
东方胡椒鲷（学名：Plectorhynchus orientalis）为石鲈科胡椒鲷属的鱼类。分布于印度洋非洲东岸至太平洋波利尼西亚、北至日本以及西沙群岛等。其种加词“orientalis”意为“东方的”。